# Pierre Prévost (giornalista)
Pierre Prévost (1912 – 2003) è stato un giornalista, biografo e saggista francese.
Amico di Denis de Rougemont, di Maurice Blanchot e di Georges Bataille, nel suo ultimo periodo di vita fu molto influenzato dal pensiero di René Guénon. Inoltre fu un dignitario della Grande Loge de France.
I suoi saggi trattano principalmente le opere di Bataille e di Guénon. Tra i periodici ai quali a contribuito, v'è Points de vue initiatiques (Punti di vista iniziatici).

## Pubblicazioni
- Pierre Prévost rencontre Georges Bataille, Parigi, J.-M. Place, « Mémoire du temps présent », 1987.
- Georges Bataille, René Guénon. L'expérience souveraine, Parigi, J.-M. Place, « Mémoire du temps présent », 1992.
- Le Mystère de Thérèse de Lisieux. Essai sur sa mission, Parigi, Dervy, 2001.
- La Spiritualité et ses parodies modernes, prefazione di Gabaon ; avant-dire di Charles B. Jameux, Parigi, Dervy, 2006.